# エロール・ル・カイン
エロール・ル・カイン（英: Errol Le Cain、1941年3月5日 - 1989年1月3日）は、シンガポール生まれの絵本作家、イラストレーター、アニメーター。
フランス系カナダ人の曾祖父、トンガ人の曾祖母をもつ。1942年、1歳のとき、日本軍の侵略から逃れるために、インド・アーグラに渡り、戦争が終わるまで家族とともに同地で暮らした。
戦争が終わると、シンガポールに戻り、家に隣接していた映画館に通う。11歳のときに、8ミリカメラでアニメーションを製作し始める。1956年、15歳のときに、2作目の作品が映画会社の目に留まり、アニメーションの勉強をするために、1人でイギリスのロンドンへと渡る。
1968年、映画用に描かれたラフスケッチをもとにして絵本『アーサー王の剣』 (King Arthur's Sword) が出版され、カラフルな絵本が注目を浴び、ル・カイン自身の長年の夢だった絵本作家として歩み始める。以降、『キューピッドとプシケー』や『キャベツ姫』、『魔術師キャッツ』や『おどる12人のおひめさま』など多くの絵本を発表する。
1985年、北アメリカのインディアンの自然と調和した暮らしをテーマに描いた絵本『ハイワサのちいさかったころ』でケイト・グリーナウェイ賞を受賞する。1989年、癌のため47歳で死去。
彼の死後、妻は彼の原画を二束三文で画商に売り捌いていたが、日本の渋谷稔が原画の散逸を良しとせず、残っていた原画を全て買い取った。買い取った原画は、1997年にオープンしたえほんミュージアム清里にて常設展示されている。
日本の作家では、漫画家のさくらももこや、イラストレーターの宮崎照代が彼の作風に影響を受けている。